# Kreis Dithmarschen
Dithmarschen, Ditmarsken, är ett av elva Kreise (distrikt) i Schleswig-Holstein, Tyskland.

## Dithmarschens historia
Dithmarschen var ett av de fyra landskapen i det forna hertigdömet Holstein, mellan Elbe, Nordsjön, Eider och Gieselau. Västra delen, som ligger så lågt att den måste skyddas för översvämningar med hjälp av dammar, består av ett fruktbart, av kanaler genomdraget marskland, mer ägnat för boskapsskötsel än för åkerbruk. Östra delen är ett böljande, skogrikt högre liggande land. I äldre tid var Dithmarschen indelat i två områden, dels Norder-Dithmarschen med staden Heide, tidigare hela landets huvudort, dels Süder-Dithmarschen med staden Meldorf.
Dithmarschen beboddes ursprungligen dels av nedersaxare, dels av friser och kom, liksom de övriga saxiska områdena, omkring 804 under Karl den stores välde. Samtidigt byggdes i Meldorf Dithmarschens första kristna kyrka. Längre fram tillhörde Dithmarschen grevskapet Stade och tillföll 1148 ärkestiftet Bremen. År 1200 blev det tvunget att erkänna dansk överhöghet; men sedan dithmarscharna i slaget vid Bornhöved (1227) förrått Valdemar Sejr, blev det en oavhängig bonderepublik, styrd av 48 folkvalda män. Ärkebiskopen i Bremen var endast till namnet republikens överherre. Grevarna av Holstein försökte flera gånger att underkuva dithmarscharna, men dessa försvarade sin frihet. År 1319 tillfogade de Gerhard den store ett fruktansvärt nederlag vid Oldenwörden, och hans sonson, Gerhard VI, stupade 1404 i strid mot dem. År 1474 införlivades Dithmarschen med det nya hertigdömet Holstein, som kejsar Fredrik III upprättade åt den danske kungen Kristian I. Föreningen var dock till en början endast nominell.
Först 1500 sökte Kristians söner, kung Hans och hertig Fredrik, att tvinga landet till lydnad. De utrustade en stor här, vars kärna utgjordes av det sachsiska gardet, som anfördes av junker Slenz, och till den slöt sig många adelsmän. Den 13 februari samma år intogs och plundrades Meldorf; men fyra dagar därefter tillfogade Wulf Isebrand (i spetsen för tusen dithmarschare) fienden ett fruktansvärt nederlag vid Hemmingstedt. Bland de tusental som stupade, fanns bland andra junker Slenz, två grevar av Oldenburg, elva medlemmar av släkten Ahlefeldt och femton av släkten Pogwisch - sammanlagt över 360 adelsmän, vilkas lik dithmarscharna inte ville låta begrava eller utlämna, fastän höga lösepenningar erbjöds. Ett ofantligt byte gjordes, eftersom adelsmännen hade medfört högtidsdräkter, smycken och reda penningar, som hade de gått till ett gästabud och inte till en blodig kamp. Även riksbaneret Dannebrogen föll i dithmarscharnas händer.
År 1559 blev dithmarscharna emellertid besegrade av Johan Rantzau i spetsen för 20 000 man. Heide blev intaget (13 juni), 3 000 dithmarschare stupade, och återstoden av landets vapenföra män, 4 000 till antalet, blev tvungna att kapitulera. Dithmarschen bibehöll dock en viss inre självständighet ända till 1867. Ingen adel flyttade in i landet, och inget skråväsende infördes, varför städerna kom att räknas som köpingar.
Titeln hertig av Dithmarschen ingick under unionskungarna Kristian I och Kristian II samt under Holstein-Gottorpska huset (1751–1818) i de svenska kungarnas titel och Dithmarschens vapen (en gyllne ryttare med bart svärd på en vit springare i rött) i deras vapen.

## Administrativ indelning
I förvaltningsrättslig mening finns i modern tid ingen skillnad mellan begreppet Stadt (stad) gentemot Gemeinde (kommun). 

### Amtsfria städer och kommuner
- Brunsbüttel
- Heide

### Amt i Kreis Dithmarschen
- Amt Burg-Sankt Michaelisdonn
- Amt Marne-Nordsee
- Amt Kirchspielslandgemeinden Eider
- Amt Kirchspielslandgemeinde Heider Umland
- Amt Mitteldithmarschen
- Amt Büsum-Wesselburen